# Evelyne Lozano
Evelyne Lozano, née le 15 avril 1967, est une joueuse de pétanque française. 

## Biographie
Elle se positionne en milieu.

## Clubs
- ?-? : La Boule Sauvage Lodève (Hérault)
- ?-? : Boule Achéroise (Yvelines)
- ?-? : HAC Boule Océane (Seine-Maritime)
- ?- : US Verneuil (Yvelines)

## Palmarès[1]

### Séniors

#### Championnats d'Europe
Championne d'Europe
- Triplette 2005 (avec Cynthia Quennehen, Angélique Colombet et Marie-Christine Virebayre) :  Équipe de France

#### Championnats de France
Championne de France
- Doublette 2003 (avec Cynthia Quennehen) : HAC Boule Océane

Finaliste
- Doublette 1998 (avec Karine Sausses) : Boule Achèroise